# Поздеева, Ирина Васильевна
Ири́на Васи́льевна Позде́ева (род. 1 февраля 1934, Волоколамск) — российский историк, археограф, исследователь рукописной и старопечатной славяно-русской книги, русского старообрядчества и православной церкви. Доктор исторических наук (1993), профессор, профессор МГУ. Член Археографической комиссии РАН.

## Биография
Родилась в семье врачей, отец заведовал железнодорожной больницей. Будет арестован в 1938 и проведет в лагерях почти одиннадцать лет. Ирина выросла и окончила школу в бывшем Иосифо-Волоцком монастыре.
Окончила исторический факультет МГУ по кафедре истории древнего мира и археологии (1955). Работала в Отделе редких книг и рукописей Научной библиотеки МГУ (1957—1971). С 1966 года выступала организатором и руководителем комплексных археографических экспедиций в старообрядческие населенные пункты СССР. С 1971 года сотрудник исторического факультета МГУ. Создатель и руководитель Археографической группы при кафедре источниковедения (с 1991 — Археографическая лаборатория кафедры источниковедения отечественной истории, с 2002 — межкафедральная Археографическая лаборатория). Инициатор и соруководитель научной программы «Московский университет — российской провинции. Региональные описания книжных памятников. Выявление. Изучение. Описание» (с 2000). С 2012 года профессор кафедры истории Церкви исторического факультета МГУ.
Супруг — искусствовед В. Г. Кисунько (1940—2010). Жили в одном доме с Сергеем Сергеевичем Аверинцевым «и очень дружили».

## Публикаторская деятельность
При её участии и под её научной редакцией были изданы каталоги славяно-русских рукописей и старопечатных кириллических книг: «Каталог книг кириллической печати XV—XVII вв. Научной библиотеки Московского университета» (1980), «Славяно-русские рукописи XV—XVII вв. Научной библиотеки Московского университета» (1981, 1986), «Коллекция старопечатных книг XVI—XVII вв. из собрания М. И. Чуванова» (1982), «Church Slavonic, Glagolitic and Petrine Civil Script Printed Books in the New York Public Library. A Preliminary Catalog» (N.Y., 1996) и многие другие.

## Педагогическая деятельность
Ведет учебные спецкурсы по роли русской церкви в жизни государства, семьи, личности, истории славяно-русского книгопечатания, методам научного описания рукописной и старопечатной книги, полевой археографии.

## Публикации
Статьи
- Итоги и перспективы организации комплексных археографических исследований МГУ // Археографический ежегодник. 1987. — C. 170—177 (в соавторстве с Е. А. Агеевой, Н. А. Кобяком, Е. Б. Смилянской)
- Русское старообрядчество республики Молдова и Приднестровья (по материалам комплексной археографической экспедиции МГУ 1996 г.) // Археографический ежегодник, № 1998. — 1999 — C. 46-53 (соавторы Дадыкин А. В., Ерофеева В. И., Литвина Н. В., Смирнов И. П.)
- Поливидовой территориальный архив Верхокамья: история формирования, состав, перспективы сохранения и использования (результаты комплексных экспедиций МГУ им. М. В. Ломоносова 1972—1998) // Отечественные архивы. 2000. — № 4. — C. 24-35
- Литургический текст как исторический источник // Вопросы истории. 2000. — № 6. — C. 112—120
- «Тетрати…, печатаны в Казане» (к истории и предыстории казанской типографии XVI в.) // Древняя Русь. Вопросы медиевистики, издательство РФК-Имидж Лаб (М.). — 2001. — № 2. — C. 37-49 (в соавторстве с А. А. Туриловым)
- Новая концепция эдиционного архивоведения // ОА. 2002. — № 1. — C. 57-62
- Слово богослужения и этноконфессиональное сознание русского народа // Традиции и современность. 2003. — № 2. — C. 29-40
- Книжные традиции, национальная идентификация и взаимодействие культур // Вестник Азиатско-Тихоокеанской ассоциации преподавателей русского языка и литературы. Владивосток. 2011. — № 2-3. — C. 199—205
- «Воспой гласом, воспой духом». Духовная лирика старообрядческих поморских общин Верхокамья" // Acta Baltico-Slavica, издательство ISS PAS (Варшава). 2013. — том 37. — C. 221—247 DOI
- Музей Библии // Монастырский вестник. 2015. — № 8 (20). — C. 68-73
- Московский печатный двор XVII в. между средневековьем и Новым временем // Acta Baltico-Slavica, издательство ISS PAS (Варшава). 2016. — № 40. — C. 126—166
- О переселении старообрядцев-липован из Австро-Венгрии в Амурскую область в 1908 году // «Человеческий капитал». 2019. — № 12 (132). — C. 57-63 (в соавторстве с М. Е. Кульдо)
- Тысячелетие постижения Священного Писания в России // Российский журнал истории Церкви, издательство ООО «Силицея-Полиграф» (Москва). 2020. — том 1, № 3. — C. 83-109
- Проблема переселения липован Буковины в Приамурье (1908—1914 гг.) // Человеческий капитал, издательство. 2020. — № 6 (138). — C. 57-63 (в соавторстве с М. Е. Кульдо)
- Документы Архива Приказа книгопечатного дела о просветительской деятельности Московской типографии. 1615—1700 гг // Исторический журнал: научные исследования, № 1. — C. 33-48 (в соавторстве с М. Е. Кульдо)

Книги
- Каталог книг кириллической печати XV-XVII вв. Научной библиотеки Московского университета. Науч. ред. Поздеева И.В. — Издательство Московского университета Москва, 1980. — 358 с. — ISBN К61005-049-168-80. (соавторы Поздеева И. В., Кашкарова И. Д., Леренман М. М.)
- Славяно-русские рукописи XV-XVII вв. Научной библиотеки Московского университета (поступления 1969-1978 гг.). Каталог. — Москва, 1981. (соавторы Поздеева И. В., Кобяк Н. А.)
- Коллекция старопечатных книг XVI-XVII вв. из собрания М.И. Чуванова. Каталог. — Москва, 1982.
- Славяно-русские рукописи XIV-XVII вв. Научной библиотеки Московского университета. (поступления 1964-1984 гг.). Каталог. — Москва, 1986. (Поздеева И. В., Кобяк Н. А.)
- Новые материалы для описания изданий Московского печатного двора. первая половина XVII века. В помощь составителям Сводного каталога старопечатных изданий кирилловского и глаголического шрифтов. Методические рекомендации. — Москва, 1986.
- Church Slavonic, Glagolitic and Petrine Civil Script Printed Books in the New York Public Library. A Preliminary Catalog. — N.Y, 76, 1996.
- Кириллические издания XVI век — 1641. Год научной библиотеки Московского университета. Науч. ред. Поздеева И.В.. — Издательство Московского университета Москва, 2000. — 410 с. — ISBN 5-211-03953-Х. (соавторы Поздеева И. В., Ерофеева В. И., Шитова Г. М.)
- Бесценное духовное наследие. Кириллические рукописи XV-XVII вв. и печатные книги XVI-XVII вв. библиотеки Московской духовной академии и семинарии. Предварительный список. — Москва, 2000. (соавторы Поздеева И. В., Дадыкин А. В.)
- Московский печатный двор - факт и фактор русской культуры. 1618-1652 гг.: от восстановления после гибели в Смутное время до патриарха Никона. Исследования и публикации. Науч. ред. И.В. Поздеева. — Мосгорархив Москва, 2001. — 544 с. — ISBN 5-7228-0084-8. (соавторы Поздеева И. В., Дадыкин А. В., Пушков В. П.)
- Кириллические издания XVI-XVII вв. в хранилищах Пермской области: Каталог. — Издательство "Пушка" Пермь, 2003. — 488 с. — ISBN 5-88345-077-6. (соавторы Белогорьев А. М., Губанова М. С., Дадыкин А. В., Ерофеева В. И., Лебедь М. А., Поздеева И. В., Соломин И. И., Трухин В. В., Демидова Е. В., Суркова Н. М., Банцирова Н. В., Батасова О. А., Пигалева С. В., Богданов В. П.)
- Кириллические издания XVI-XVII вв. в государственных хранилищах Пермской области. Науч. ред. И.В. Поздеева. Каталог. — Пермское книжное издательство Пермь, 2003. — 485 с. — ISBN 88345-077-6.
- Кириллические издания в хранилищах Ростово-Ярославской земли (1493-1652). Ред. И.В. Поздеева. Каталог. — Ярославль, 2004. — 650 с.
- Кириллические издания Ростово-Ярославской земли (1493-1652: Каталог. — Ярославский гос. ист.-архитектурный и художественный музей-заповедник - Гос. музей-заповедник "Ростовский кремль" Ярославль-Ростов, 2004. — 632 с. — ISBN 5-88697-124-6. (соавторы Поздеева И. В., Белогорьев А. М., Богданов В. П., Воробьева Е. В., Губанова М. С., Гулина Т. И., Гуляева Н. Л., Дадыкин А. В., Ерофеева В. И., Киселев А. В., Соломин И. И., Упницкая Н. А., Хатюхина А. В.)
- Описание экземпляров старопечатных изданий кириллического шрифта: Методические рекомендации. Издание 5. — Ростов Великий, 95, 2006.
- Описание кириллических рукописных книг XV-XVII вв. Методика изложения информации, полученной при изучении памятника: Методические рекомендации. — Ростов Великий, 60, 2006.
- Московский Печатный Двор - факт и фактор русской культуры. 1652-1700. Исследования и публикации. Науч. ред. И.В. Поздеева. Кн. 1. — "Наука" Москва, 2007. — 654 с. — ISBN 978-5-02-036014-3. (соавторы Поздеева И. В., Пушков В. П., Дадыкин А. В.)
- "Кому повем печаль мою...": Духовные стихи Верхокамья: Исследования и публикации /отв. ред. И.В. Поздеева. — Данилов монастырь Москва, 2007. — 332 с. — ISBN 5-89101-207-3. (соавторы Поздеева И. В., Макаровская М. В., Пряхина И. И.)
- Кириллические издания XVIII века в хранилищах Пермского края. Каталог. — Издательство "Пушка" Пермь, 2008. — 800 с. — ISBN 978-5-98799-083-4. (соавторы Белогорьев А. М., Белянкин Ю. С., Богданов В. П., Воробьева Е. В., Дракунова М. С., Гусева Е. В., Дадыкин А. В., Ерофеева В. И., Лебедь М. А., Поздеева И. В., Соломин И. И.)
- Кириллические издания в хранилищах Ростово-Ярославской земли 1652-1700 годы. Каталог. — "Яр" Ярославль-Ростов, 2009. — 832 с. — ISBN 978-5-88697-188-0. (соавторы Воробьева Е. В., Градобойнова Е. В., Дадыкин А. В., Дракунов А. П., Дракунова М. С., Ерофеева В. И., Поздеева И. В., Соломин И. И.)
- Московский Печатный Двор - факт и фактор русской культуры. 1652-1700. Исследования и публикации. Науч. ред. И.В. Поздеева. Кн. 2. — Москва, 2011. — 399 с. — ISBN 978-5-02-036014-3. (соавторы Пушков В. П., Дадыкин А. В.)
- Славяно-русские рукописные книги XIV-XVI веков в хранилищах Тверской земли. — ТО "Книжный клуб" Тверь, 2012. — 224 с. — ISBN 978-5-9033830-35-0. (соавторы Беспалова Л. А., Бушлякова В. А., Быкова Л. А., Гадалова Г. С.)
- Кириллические издания в хранилищах Ростово-Ярославской земли (1652-1700). Науч. ред. И.В. Поздеева. Каталог. — Ярославль-Ростов, 2012. — 832 с. — ISBN 98-5-8867-188-0. (в соавторстве)
- Кириллические издания XVII века в собрании Переславского музея - заповедника: каталог. — Переславль-Залесский, М, 2012. — 294 с. — ISBN 978-5-9903869-6-9. (соавторы Воробьева Е. В., Градобойнова Е. В., Гулина Т. И., Поздеева И. В.)
- Кириллические рукописи XV - XVII вв. в хранилищах Пермского края: Каталог. — Пушка Пермь, 2015. — 576 с. — ISBN 978-5-98799-132-9. (соавторы Белянкин Ю. С., Соломин И. И., Дадыкин А. В., Поздеева И. В.)
- Человек. Книга. История. Московская печать XVII века. — Фантом-Пресс Москва, 2016. — 576 с. — ISBN 978-5-86471-745-5.
- Общая история Церкви. Т. 2. От Реформации к веку секулярной глобализации. XVI-начало XXI века. Кн. 2. Вызов религиозного синкретизма: проблема экуменизма. XX-начало XXI века. — М.: Наука, 2017. — 511 с. — ISBN 978-5-02-039228-1. (соавторы= Симонов В. В., Аветисян К. А., Белякова Е. В., Запальский Г. М., Зоитакис А. Г., Кузенков П. В., Метлицкая З. Ю., Поздеева И. В., Хрушкова Л. Г.)
- Общая история Церкви. Т. 2. От Реформации к веку секулярной глобализации. XVI-начало XXI века. Кн. 1. Организационные вызовы Церкви. XVI-начало XX века. — М.: Наука, 2017. — 538 с. — ISBN 978-5-02-039220-5. (соавторы Симонов В. В., Аветисян К. А., Белякова Е. В., Запальский Г. М., Зоитакис А. Г., Кузенков П. В., Метлицкая З. Ю., Поздеева И. В., Хрушкова Л. Г.)
- Преподобный Иосиф Волоцкий в русской духовной культуре. — Лето Москва, 2019. — 512 с. — ISBN 978-5-94509-088-0.
- Кириллические издания в хранилищах Ростово-Ярославской земли 1701-1750 годы: каталог. — Яр Ярославль, Ростов, 2019. — 656 с. — ISBN 978-5-9500993-0-4.
- Введение в историю Церкви. Ч. 3. Обзор источников по истории Церкви в России. Кн. I. Источники допетровского времени. — БАН СПб Санкт-Петербург, 2019. — 695 с. — ISBN 978-5-211-06193-4. (соавторы Симонов В. В., Кузенков П. В., Метлицкая З. Ю., Поздеева И. В., Покровская Л. В., Рыбина Е. А., Хрушкова Л. Г., и др.)

## Признание
В 2009 году на историческом факультете МГУ состоялась II Международная научная конференция «Язык, книга и традиционная культура позднего русского средневековья в жизни своего времени, в науке, в музейной и библиотечной работе XXI века», приуроченная к 50-летию научной деятельности И. В. Поздеевой.